# 麦朝成
麦朝成（1943年2月26日—2019年3月6日），台湾经济学家，淡江大学杰出教授，曾担任陈水扁总统的顾问。1994年当选为中央研究院院士。

## 生平
麦朝成1966年在国立台湾大学获得学士学位，1970年获得硕士学位。他于1973年又获得罗切斯特大学硕士学位。1976年获得克萨斯农工大学经济学博士学位。
回台湾后，他于1976年至1980年在国立政治大学任教，1979年至1999年任国立台湾大学联合任命教授。1981年至1982年，他是哈佛燕京研究所的访问学者。
1987年至1993年，麦朝成担任中央研究院中山社会科学研究所所长，1996年至2002年担任中华经济研究院院长。他还是淡江大学產业经济系的杰出讲座教授。他于1994年当选为中央研究院院士。
在1997年亚洲金融危机期间，麦朝成分析了台湾的财政状况，并提出了政策措施，以尽量减少危机对经济的影响。2000年，他被任命为中华民国总统陈水扁的政策顾问。
麦朝成于2019年3月6日去世，享年77岁。